# С днём рождения!
«С днём рождения!» — российский кинофильм 1998 года режиссёра Ларисы Садиловой.

## Сюжет
Сюжет фильма включает в себя несколько историй, происходящих в одном из роддомов городка Кашира. Женщины разных судеб, разного социального положения и достатка. У всех у них свои проблемы: кто-то мать-одиночка, кто-то жена алкоголика, а кому-то ещё нет и пятнадцати лет, но способность сострадать есть у каждой.

## В ролях
- Гульнара Мхитарян
- Ирина Прошина
- Евгения Туркина
- Маша Кузьмина
- Мурад Ибрагимбеков
- Наталья Пьянкова
- Олег Васильков
- Рано Кубаева
- Раиса Сазонова
- Геннадий Сидоров
- С Днем Рождения 2025

## Призы и награды
- 1998 МКФ «Евразия» в Алма-Ате (приз за режиссуру — Лариса Садилова)
- 1998 МКФ в Мангейме (приз FIPRESCI — Лариса Садилова)
- 1998 МКФ восточноевропейского кино в Котбусе (спец. упоминание жюри, приз FIPRESCI — Лариса Садилова)
- 1998 ОРКФ «Кинотавр» в Сочи (Гран-при конкурса «Дебют» — Лариса Садилова)
- 1998 ОРКФ «Кинотавр» в Сочи (приз Гильдии киноведов и кинокритиков, приз журнала «Сеанс» — Лариса Садилова)
- 1999 МКФ в Братиславе (приз — Лариса Садилова)
- 1999 МКФ женщин-режиссёров в Кретее (Гран-при — Лариса Садилова)
- 1999 МФ фильмов о правах человека «Сталкер» в Москве (приз «Сталкер» — Лариса Садилова)
- 1999 Премия им. Жоржа Садуля Фонда культуры Франции (Лариса Садилова)